# Aasmund Olavsson Vinje

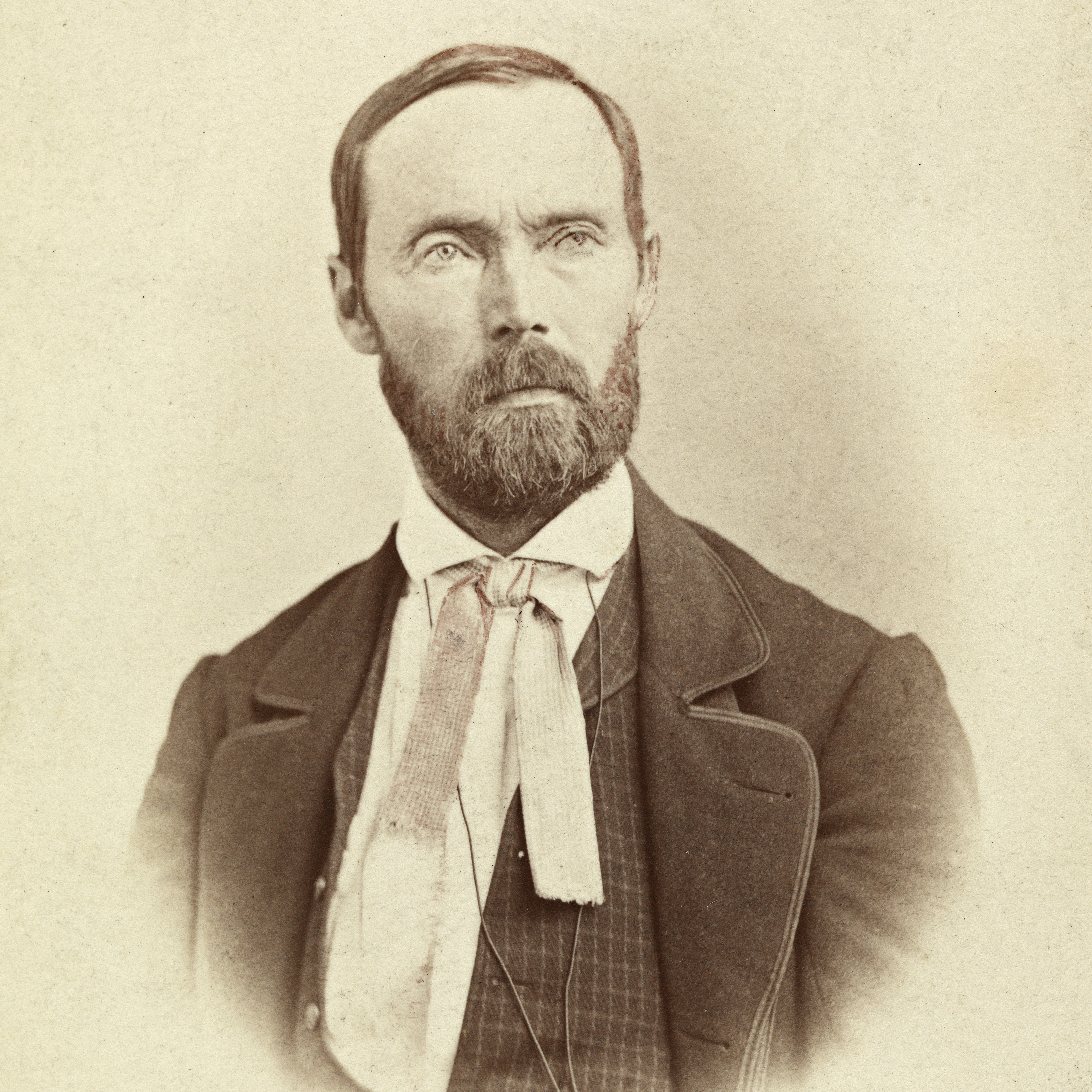
Aasmund Olavsson Vinje

Aasmund Olavsson Vinje (* 6. April 1818 in Vinje, Telemark; † 30. Juli 1870 in Gran, Hadeland) war ein norwegischer Dichter, Journalist und Unterstützer von Ivar Aasens Landsmål, aus dem sich später die Schriftsprache Nynorsk entwickelte.

## Leben und Werk
Aasmund Olavsson Vinje, Sohn eines armen, aber begabten Häuslers, war Hütejunge und arbeitete sich mühsam zum Schullehrer und Kopisten im Justizdepartement empor, studierte auch Jura, verlor aber seine verschiedenen Anstellungen wegen seiner Oppositionslust und seiner Angriffe auf die jeweiligen Vorgesetzten. Seine Hauptbedeutung liegt in seiner volkserzieherischen Publizistik. 
In dem von ihm mit Henrik Ibsen und Paul Botten-Hansen 1851 herausgegebenen Wochenblatt Andhrimner, in seiner eigenen Zeitschrift Dølen (1858–1870), in Drammens Tidende, Illustreret Nyhedsblad u. a. verfolgte er mit Ironie, Humor und allen didaktischen Mitteln die schläfrige religiöse und bürgerliche Borniertheit, um kenntnisreiche Energie wachzurufen und seinem Land die Errungenschaften der großen europäischen Bewegungen zugänglich zu machen. Von diesem Gesichtspunkt aus ist auch die Eigenart seiner Werke, die scharf kritisierenden Reiseeindrücke A Norseman’s views of Britain and the British (Edinburgh 1862), die an Heinrich Heines Harzreise erinnernde Ferdaminni fraa Sumaren 1860 (2 Bde., 1861), die Versdichtung Storegut (1866; 6. Auflage 1898) und zum Teil seine Lyrik zu beurteilen.
Vinje, der ab 1858 im Landsmål schrieb, war auch ein Lyriker mit teilweise etwas melancholischen Zügen und sehnsüchtigen Kindheitserinnerungen; vor allem seine Naturlyrik ist hervorragend. Er verfasste einen Gedichtzyklus, den Edvard Grieg vertonte. Dieser Lied-Zyklus op. 33 enthält 12 Gesänge, die sich oft in Programmen von Liederabenden finden. Besonders im Jahr 2007 – dem 100sten Todesjahr Griegs – erhielt Vinjes Lyrik daher starke Beachtung und Verbreitung.
Eine Ausgabe von Vinjes Schriften besorgte Olav Midttun (Skrifter i samling, 5 Bde., 1916–21; 2. Auflage Oslo 1942–48).

## Weitere Werke
- Diktsamling, Gedichte, 1864
- Bretland og Britarne, Essay, 1867